# Diak Klinikum Landkreis Schwäbisch Hall
Das Diak Klinikum Landkreis Schwäbisch Hall (ehemals Diak Klinikum Schwäbisch Hall, Diakonie-Klinikum Schwäbisch Hall und Das Diak) ist ein Krankenhaus der Schwerpunktversorgung in Schwäbisch Hall. Das Krankenhaus ist ein akademisches Lehrkrankenhaus der Universität Heidelberg. 

## Geschichte
Das ursprüngliche Haus, heute Stammhausstraße 6, geht auf das Jahr 1886 zurück, als die Diakonissen am Ort ihre Arbeit begannen. Es gehörte zum Evangelischen Diakoniewerk Schwäbisch Hall, welches zum 1. April 2019 mit der Diakonie Neuendettelsau zum neuen Unternehmen Diakoneo fusionierte. In den Jahren 1931 bis 1938 wurde das „Hochhaus“ errichtet. 
Das Diakonie-Krankenhaus gehörte bis zum 1. April 2019 zur Gesundheitsholding Schwäbisch Hall gGmbH mit dem Diakonie-Klinikum Schwäbisch Hall und dem Klinikum Crailsheim. Diese Gesundheitsholding war ein Unternehmen des Evangelischen Diakoniewerkes Schwäbisch Hall und des Landkreises Schwäbisch Hall. Die Gesundheitsholding hielt an ihren zwei Standorten 800 Betten vor und beschäftigt rund 1.600 Mitarbeiter. Das Evangelische Diakoniewerk Schwäbisch Hall hielt 74,9 % der Holdinganteile, der Landkreis Schwäbisch Hall 25,1 %. Eine Fusion oder weitergehende Zusammenarbeit mit den Kliniken des Hohenlohekreises mit dem Diakonie-Krankenhaus und den Kliniken des Kreises Schwäbisch Hall kam im Frühjahr 2006 nicht zustande. Einer der ausschlaggebende Gründe war der Streit um den künftigen Standort eines Klinik-Neubaus. 
Im Jahr 2009 übernahm das Diakonie-Klinikum die Führung der Gaildorfer Klinik mit einem neu eingeführten ambulanten OP-Zentrum, Mitte des Jahres 2012 zog sich das Klinikum wieder zurück.
Mit der Eröffnung der neuen Bettenhäuser in 2018 befinden sich nun die meisten Normalstationen in neuen Räumlichkeiten. Die interdisziplinären Intensivstationen versorgt auf über 29 Bettplätzen im Altbau (Hochhaus) gegenüber des Zentral-OPs alle kritisch kranken Patienten. Die Kinderklinik ist ebenfalls in einem eigenen Neubau untergebracht, der räumliche Nähe zu den Hauptgebäuden aufweist.
Im Jahr 2024 entschied sich der Träger Diakoneo, sich sukzessive von seinen Krankenhäusern zu trennen und diese zu veräußern. Zum 1. Januar 2025 ging die Trägerschaft des Diak Klinikums von Diakoneo zum Landkreis Schwäbisch Hall über, der das Diak Klinikum samt zugehöriger Dienstleistungsgesellschaften, Gebäuden, Grundstücken sowie den MVZs übernahm. Damit ist der Landkreis nun kommunaler Träger der beiden Krankenhäuser in Schwäbisch Hall und Crailsheim.

## Einrichtung
Das Haus verfügt über 526 Planbetten. Im Jahr 2011 versorgte es 22.232 Patienten stationär. Das Haus ist in 22 Kliniken und Institute untergliedert. Als Schwerpunktversorger-Krankenhaus deckt es die Landkreise Schwäbisch Hall, Hohenlohe sowie anteilig die angrenzenden Landkreise mit ab.
Durch das Level-I-Perinatalzentrum mit ca. 1450 Geburten, das überregionale Traumazentrum, die onkologischen Schwerpunkte sowie ein Endoprothetikzentrum der Maximalversorgung hat "Das Diak" auch überregionale Bedeutung. Im Bereich Neuromedizin ist das Diak durch die Schlaganfallversorgung samt eigener Schlaganfalleinheit, interventioneller Thrombektomiemöglichkeit sowie der hauseigenen Neurochirurgie ebenfalls als Schwerpunkt- bis Maximalversorger aufgestellt.
Das Diakonie-Klinikum Schwäbisch Hall bildet jedes Jahr im klinischen sowie im kaufmännischen und sozialpädagogischen Bereich aus. Die Gesundheits- und Krankenpflege sowie die Gesundheits- und Kinderkrankenpflege, die Ausbildung zum/r Operationstechnischen Assistent/in oder in dem Bereich der Laboratoriums- und Transfusionsmedizin sowie als Hebamme / Entbindungspfleger und als Medizinisch-Technischer Radiologieassistent/in werden in der klinischen Ausbildung angeboten. Ab 2024 wir eine Ausbildung zum/r Anästhesietechnischen Assistent/in (ATA) angeboten.  In der kaufmännischen und sozialpädagogischen Ausbildung werden die Ausbildung zum/zur Kaufmann/Kauffrau für Büro-Kommunikation oder zum/r Fachinformatiker/in für Systemintegration, der Bachelor of Science an der Dualen Hochschule (Studiengang Medizinische Informatik) oder der Bachelor of Arts an der Dualen Hochschule (Studiengang BWL-Gesundheitsmanagement) aber auch eine praxisintegrierte Ausbildung zum/r Erzieher/in angeboten.

## Leitung
- Werner Schmidt, Geschäftsführung[9]
- Thomas Grumann, Klinischer Direktor
- Georg Schmitz, Kaufmännischer Direktor[9]
- Claus-Georg Schmedt, kommissarischer Ärztlicher Direktor[9]